# Lenguas bora-witoto
Las lenguas bora-witoto (bora-witotoano o bora-huitoto) constituyen una familia de lenguas indígenas americanas formada por menos de una decena de lenguas. Se ha estimado en 5.400 años de diversificación lingüística, por medios glotocronológicos.

## Clasificación

### Lenguas de la familia
Las lenguas bora-huitoto constan de las siguientes lenguas:
- Familia bora (borano, borán, mirañano, miraña) 
  - Bora (bora-miraña) Perú; río Igará Paraná, Amazonas, Colombia; Amazonas, Brasil
  - Muinane (bora-muinane) alto Cahuinarí, Amazonas, Colombia; Perú
  - Miraña río Caquetá, Amazonas, Colombia.
- Familia witoto (huitoto, huitotoano, witotó, witótoan, huitoto-ocaina)
  - Ocaina (okaina) Departamento de Loreto, Perú; Amazonas, Colombia
  - Nonuya (nonuña, nyonuhu, nononota, achiote, achote) Loreto, Perú; Peña Roja, Colombia
  - Murui-muinani (huitoto, bue, murui huitoto; código ISO 693-3: hux) Perú; Amazonas, Colombia; Amazonas, Brasil
    - Comprende cuatro dialectos:[2]
      - Nipode (nɨpode, nüpode, nüpode huitoto) Perú
      - Meneca (mɨnɨka, meneka, witoto muinane, minica huitoto, mɨnɨca) Amazonas, Colombia; Perú
      - Bue (bue, uitoto bue)
      - Mika (mɨka)

  - Coeruna (koeruna) Amazonas, Brasil ?? (†)
  - Coixoma (koihoma, koto, coto, orejón) Loreto, Perú ?? (†)

(†) = lengua muerta

### Relación con otras lenguas
El andoque es una lengua clasificada normalmente como lengua aislada. Sin embargo, algunos autores han propuesto que está lejanamente emparentada con el bora-huitoto por lo que se ha propuesto la macrofamilia hipotética lenguas bora-witoto-andoque formada por tres ramas:
I. Familia bora
II. Familia witoto
III. Andoque
Fuera de esa propuesta, el proyecto de comparación sistemática ASJP encuentra la mayor cercanía léxica del Bora-Witoto con las lenguas záparas, sin embargo, dicha similitud podría deberse a razones accidentales o a préstamos léxicos y no es prueba en firme de parentesco.

## Descripción lingüística
Aschmann (1993) proporcionó una reconstrucción fonológica y léxica del proto-bora-witoto. Sobre la gramática del idioma bora una buena referencia es Thiesen (1996) y sobre el witoto una referencia estándar es Minor y Loos (1963), también Wise (1999). 

### Comaparación léxica
La siguiente lista compara los numerales en cuatro lenguas bora-witoto:
| GLOSA | Bora-Muinane       | Bora-Muinane          | Bora-Muinane               | Bora-Muinane       | Huitoto-Ocaina | Huitoto-Ocaina        | Huitoto-Ocaina   | Huitoto-Ocaina | PROTO- BORA- WITOTO |
| GLOSA | Bora               | Miraña                | Muinane                    | PROTO- BORANO      | Ocaina         | Murui                 | Faai             | PROTO- WITOTO  | PROTO- BORA- WITOTO |
| ----- | ------------------ | --------------------- | -------------------------- | ------------------ | -------------- | --------------------- | ---------------- | -------------- | ------------------- |
| 1     | ʦʰane              | ʦʰane                 | sááno                      | *ʦaa-no            | tʲa-           | dahe                  | dahé             | *tʲa(he)       | *ta-                |
| 2     | mínʲéékʰii         | míñéékʰi              | míínokki                   | *mina-kɨ           | hanaa          | mena                  | mänahé           | *məna-         | *menai              |
| 3     | pʰápʰiʔʧʰii        | maakʰíni              | [2] + [1]                  | *ʦa-məna-          | hanããm         | dahe amani            | dahé amani       | *tʲa a-məni    | *ta-menai           |
| 4     | pʰiinee- ʔoxʦʰitʰi | ʦʰanénáʔ- péβahkʰáʦʰi | [2] + [2]                  | ?                  | nahĩ ʔxanó     | naga amaga            | nagamaga         | ?              | ?                   |
| 5     | ʦʰaʔoxʦʰitʰi       | ʦʰá-ʔoxʦʰi            | sa-ʔúse                    | *ʦa-ʔuxʦe          | tʲa-ɸííɸoroʔ   | dabecuìro             | dabekuiro        | *tʲa-be-kwoido | *ta+(?)             |
| 6     | íʔoxʦʰitʰi + [1]   | gotzehihnwa           | xúúga-ʔuse-ti+[1]          | *-ʔuxʦe-ti+[1]+[1] | anííra ɸátí    | enefebe-llimo dacaì   | énémé dahé       | *ane-be-tʲa    | ?                   |
| 7     | íʔoxʦʰitʰi + [2]   | zohógatigá            | xúúga-ʔuse-ti+[2]          | *-ʔuxʦe-ti+[2]     | [6] hanáámaʔ   | enefebe-llimo menacaì | motöi kaima dahé | *ane-be-mena   | ?                   |
| 8     | íʔoxʦʰitʰi + [3]   | rowiʦka               | xúúga-ʔuse-ti+[2]+[1]      | *-ʔuxʦe-ti+[1]+[2] | atʲora biñiʔ   |                       | higaikai dahé    | ?              | ?                   |
| 9     | íʔoxʦʰitʰi + [4]   | zömötʰohʦa            | xúúga-ʔuse-ti igéénemeʔexé | ?                  |                |                       | nagaa- häbäkuiro | ?              | ?                   |
| 10    | pʰaʔoxʦʰikʰi neβa  | pʰáʔohʦʰíkʰi          | ɸa-ʔúsee-kki               | *pʰa-ʔuxʦe-ki      | hanãʔ ɸátí     |                       | aiyoäna          | ?              | ?                   |